# Ани-Фрид Лингстад
Ани-Фрид Сјини Ројс, Кнегиња од Плауена, рођена као Ани-Фрид Сјини Лингстад (швед. Anni-Frid Synni Lyngstad, IPA: ; Нарвик, 15. новембар 1945) — чешће позната само као Фрида Лингстад или по монониму Фрида (IPA: ), норвешко-шведска је певачица, једна од чланица квартета АББА.

## Породица
Лингстадова је рођена 15. новембра 1945. године у Нарвику, Норвешка. Њена мајка Сјини је имала само деветнаест година када је родила Фриду, кћерку немачког војника Алфреда Хасеа, који је ту боравио за време немачке окупације Норвешке у Другом светском рату. Након завршетка рата, Хасе је напустио Норвешку
Двогодишња Фрида се са мајком и баком по мајчиној страни преселила у Шведску, плашећи се одмазде против оних који су имали нешто са Немцима током окупације. Ово је могло да подразумева не само увреде већ и одвајање деце од родитеља и родбине као у случају многе деце рата. Њена мајка је у Шведској 1947. умрла од болести. Фриду је одгајила њена бака Arntine Lyngstad ("Agny"). 1977. године, часопис 'Браво је објавио њену биографију, а Фрида је сазнала да је њен отац жив. Упознали су се те исте године.

## Бракови
3. априла 1963. године, 17-годишња Фрида се удала за музичара Рагнара Фредиксона. Имали су двоје деце: Ханса Рагнара (рођен 26. јануара 1963) и Ен Лиз-Лот (25. фебруар 1967 — 13. јануар 1998). Разишли су се убрзо након рођења њихове кћерке, а званично су се развели 19. маја 1970. Тог истог дана, Фридина бака, Арнтин, умрла је у 71. години.
У мају 1969. године, Фрида је упознала Бенија Андерсона, а пар се убрзо верио. Од 1971. су живели заједно, а венчали су се 6. октобра 1978, када је група АББА била најуспешнија. Ипак, разишли су се након три године брака, фебруара 1981, а развели су се у новембру исте године.
1982. се преселила из Шведске у Лондон. За време периода проведеног тамо, имала је много љубавника, што се претпоставља да је последица раскида са Андерсоном. За звезду је то био тежак период. 1986. се преселила у Швајцарску, где и даље живи.
26. августа 1992, се по трећи пут удала. Трећи муж био Немац Хајнрих Руцо, кнез Ројс од Плауена (24. мај 1950 - 29. октобар 1999). Овим браком, постала је маћеха принцезама Хенријети и Паулини Ројс фон Плауен, Хајнриховим ћеркама из првог брака. Принц је умро од болести 1999, а годину дана пре тога, 13. јануара 1998, Фридина кћерка Лиз-Лот Каспер (рођена Фредриксон) погинула је у саобраћајној несрећи у САД. Током свог брака са принцом Ројсом који је био школски друг шведског краља Карла XVI Густафа, зближила се са шведском краљевском породицом и постала блиска пријатељица са шведском краљицом Силвијом којој је некад и била посвећена песма Dancing Queen.
Данас се Фрида бави хуманитарним радом.

## Галерија
- 4. септембар 1967.
- Лингстагова (лево) и Фелтскогова (десно) 1974.
- Фрида Лингстад и Бени Андерсон 1976.
- 1982. година

## Албуми

### Албуми на шведском језику
- (1971)
- (1975)
- (1996)

### Албуми на енглеском језику
- (1982)
- (1984)